# Pista Chisholm
La pista Chisholm (Chisholm Trail) fu, nella seconda metà del XIX secolo negli Stati Uniti d'America uno dei numerosi percorsi tracciati da cacciatori e commercianti di bestiame che consentivano di raggiungere gli stati centrali dell'unione partendo dal Texas (dove le ferrovie non erano ancora giunte) e cioè di trasportare gli animali destinati al consumo sulla costa est degli Stati Uniti, ai principali nodi ferroviari, già esistenti più a nord, negli stati centrali. Da uno dei cacciatori in argomento prese il nome la pista: Jesse Chisholm, un mezzosangue Cherokee che commerciava abitualmente con i nativi ed aveva creato con essi alcuni punti di scambio e commercio lungo il cammino.

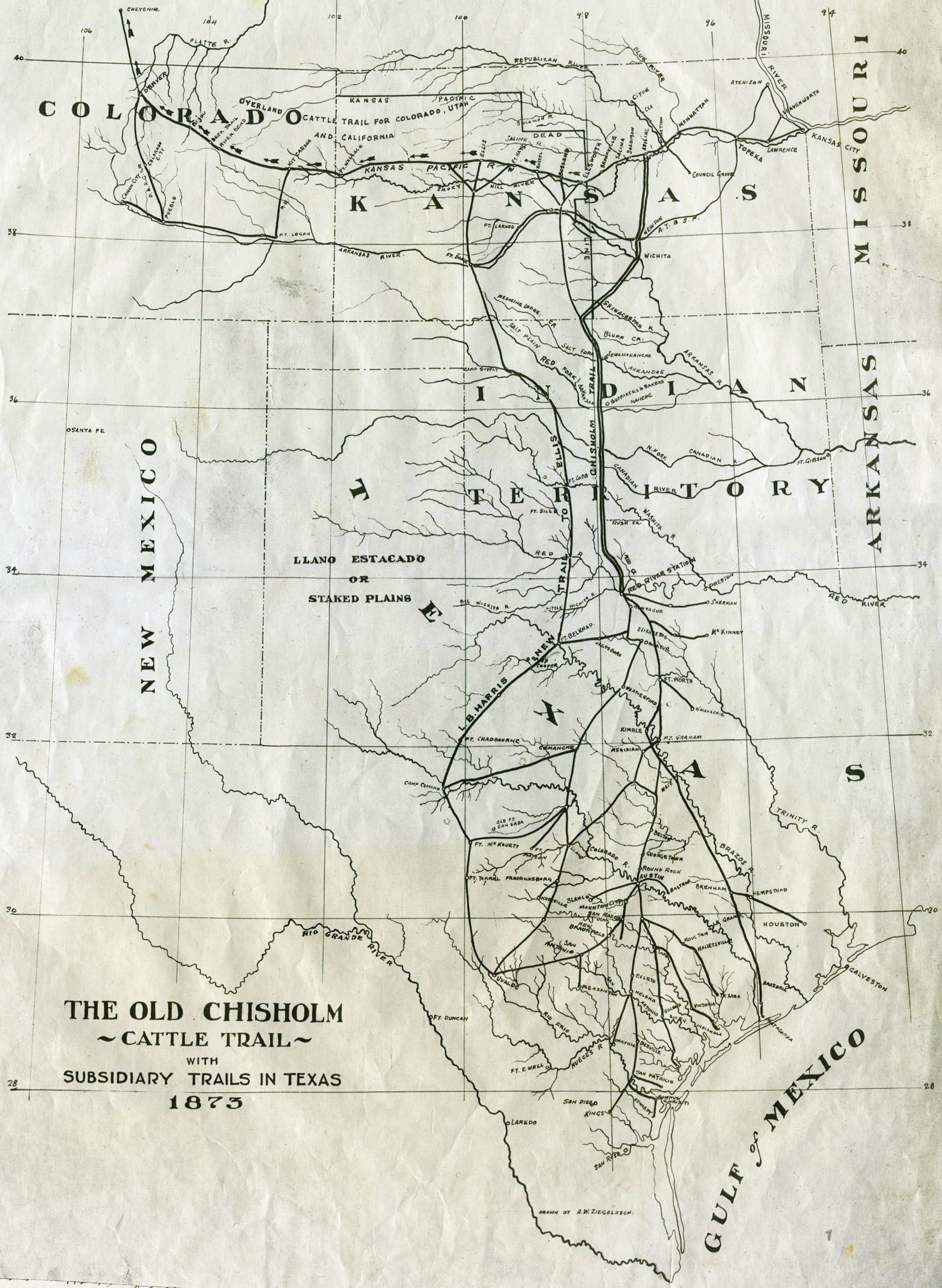
Mappa della Pista Chisholm e sue varianti nel Texas - 1873

## Caratteristiche
Per "pista" si intendeva un percorso tracciato lungo punti di riferimento sicuri, come fiumi, torrenti e colline, largo talvolta anche molti chilometri, lungo il quale le mandrie potevano abbeverarsi e nutrirsi e che attraversava territori non frequentati da "indiani" ostili. La pista Chisholm partiva dai dintorni di San Antonio, nel Texas (alcuni storici affermano che iniziasse invece dal Rio Grande), traversava poi il confine (rappresentato dal Red River) con quello che allora veniva chiamato "territorio indiano" (oggi Oklahoma), traversava il fiume Cimarron e giungeva nel Kansas, vicino alla cittadina di Caldwell, ed infine ad Abilene, dopo un percorso di quasi 1.300 chilometri. Successivamente il percorso si allungò giungendo ad altre "cittadine del bestiame” come Newton e Wichita. Negli anni tra il 1883 ed il 1887, giunse prima a Caldwell e successivamente a Ellsworth, sempre nel Kansas.

## Aspetti storici ed economici
Alla fine della guerra civile, nel 1865, negli allevamenti di bestiame del Texas gli animali si erano moltiplicati enormemente senza poter essere venduti, se non localmente, a causa delle difficoltà comportate dalla guerra. Poiché intanto le linee ferroviarie provenienti dalla costa atlantica avevano raggiunto le cittadine degli stati centrali alcuni allevatori ritennero che si sarebbero potuti realizzare grossi guadagni vendendo grandi quantità di animali sui mercati dell'est, cosa che se prima era difficile per le difficoltà di trasporto, appariva adesso facile per la presenza delle strade ferrate. La convenienza era sicura perché mentre un capo di bestiame si vendeva mediamente per 4 dollari nel Texas lo si poteva vendere a 40 nei mercati del nord-est.
Un uomo d'affari, Joseph G. McCoy, acquistò nel 1867 vasti appezzamenti di terreno vicino alla ferrovia, intorno alla cittadina di Abilene, trasformandoli in recinti per il bestiame. Iniziò poi una martellante pubblicità invitando gli allevatori a trasportare le mandrie in quei luoghi per poterle poi caricare sui treni diretti ad est.
Nello stesso anno l'allevatore O. W. Wheeler rispose a McCoy che avrebbe condotto 2.400 capi di bestiame fino ad Abilene percorrendo proprio la pista Chisholm che, scansando il Missouri,  garantiva una maggior tranquillità per i mandriani in quanto l'attraversamento di quello stato comportava spesso problemi a causa dell'ostilità della popolazione locale (si diceva che il bestiame di razza "Longhorn" del Texas portasse malattie). Il “territorio indiano” era abitato in maggioranza da tribù Cherokee, Choctaw, Creek, Chikasaw e Seminole ma da parte loro non vi furono particolari ostilità al passaggio delle mandrie, limitandosi i nativi a richiedere generalmente un pedaggio in denaro, oggetti vari o pochi capi di bestiame.
Negli anni successivi circa 5.000.000 di capi transitarono su questo percorso prima che le ferrovie raggiungessero anche il Texas rendendo inutile l'uso delle piste.

## Leggenda
Negli anni la pista Chisholm fu ammantata di leggenda, probabilmente perché fu la prima di tutta una lunga serie. Altre piste infatti furono tracciate (per esempio la pista Bozeman, la pista Goodnight-Loving ed altre), ma la Chisholm aveva colpito la fantasia popolare tanto che su di essa venne ambientato il film Il fiume rosso, interpretato da John Wayne e Montgomery Clift e diretto da Howard Hawks.
Esiste anche una canzone dal titolo Old Chisholm trail (Vecchia pista Chisholm) che è stata interpretata da molti cantanti folk americani tra i quali Gene Autry, Woody Guthrie, e Roy Rogers.